# Степска клима
Степска клима је клима која је распрострањена у степским пределима Америка, Евроазије, Африке и Аустралије. Захвата просторе између пустиња, полупустиња и савана. Одликује је температура виша или нижа од 18 °C, са наизменичним летњим и зимским падавинама у зависности од варијетета климе. Издвајају се два типа: топла степска клима и хладна степска клима.